# Father of the Bride (álbum de Vampire Weekend)
Father of the Bride é o quarto álbum de estúdio da banda de indie rock norte-americana Vampire Weekend. Seu lançamento ocorreu em 3 de maio de 2019, por intermédio da Columbia Records, sendo o primeiro álbum da banda lançado pela gravadora.
A obra marca o primeiro projeto em, aproximadamente, seis anos da banda, após Modern Vampires of the City (2013), e o primeiro projeto desde que o multi-instrumentista e produtor musical Rostam Batmanglij saiu do grupo. Inicialmente produzido por Ariel Rechtshaid e Ezra Koenig, contém uma lista externa de colaboradores, incluindo Danielle Haim, Steve Lacy, Dave Macklovitch, da banda Chromeo, DJ Dahi, Sam Gendel, BloodPop, Mark Ronson e Batmanglij.
Suportado por três singles duplos, "Harmony Hall" / "2021"; "Sunflower" / "Big Blue; "This Life" / "Unbearably", recebeu, após o lançamento, aclamação da críica musical e nomeações ao Grammy Awards de 2020 nas categorias de Álbum do Ano e Melhor Álbum de Música Alternativa.

## Recepção

### Crítica profissional
Father of the Bride foi aclamado pelos críticos musicais, os quais, em sua maioria, elogiaram o conteúdo lírico do álbum e as produções. No Metacritic, que atribui uma classificação normalizada de 100 a críticas dos principais críticos, Father of the Bride tem uma pontuação média de 82 com base em 33 avaliações, indicando "aclamação universal".
David Fricke, da Rolling Stone, descreveu o álbum como uma "obra-prima", elogiando a atenção meticulosa ao detalhamento e à amplitude musical, concluindo que "Vampire Weekend agora parecem ser os mais inteligentes do cenário, reunindo uma música sumptuosa e emocionalmente complexa que é perfeita para o momento pop". Alexis Petridis, do The Guardian, escreveu que o álbum exibia "uma banda ultrapassando suas fronteiras com resultados impressionantes" e que as pífias ideias ineficazes do álbum são superadas pelos seus destaques. Kitty Empire, da publicação The Observer, elogiou a extensão musical e a maturidade lírica, escrevendo que ele "exala veemência e familiaridade sonora, enquanto reflete o que é uma configuração radicalmente alterada". Chris DeVille, da publicação Stereogum, escreveu que o álbum poderia ser potencialmente o magnum opus do grupo, pois "consegue dar um passeio casual e uma dissertação de múltiplas camadas sobre as mazelas do mundo. Zack Ruskin, da Variety, afirmou que Father of the Bride consiste em "ideias inventivas, muitas vezes brilhantes, que são entregues com pouca preocupação sobre como os ouvintes podem filtrá-las", concluindo que a o teor esotérico do álbum poderia servir como "uma trilha sonora de um piquenique à tarde"; disse, ainda, que as letras esotéricas podem ser utilizadas "como uma matéria-prima para uma tese de doutorado em composição musical".  Escrevendo para o The Wall Street Journal, Mark Richardson elogiou o álbum e escreveu que a qualidade do álbum justificou a espera para o seu lançamento.
Jon Pareles, do The New York Times, elogiou o tom contrastante do álbum entre letras pesadas e uma música luminosa, enquanto Neil McCormick, do The Daily Telegraph, notou a experiência alegre de Koenig com uma música e linguagem incisivas, aconselhando os ouvintes a não levarem o disco a sério. Para o The Independent, Jazz Monroe elogiou Koenig pelo amadurecimento sem seriedade. Numa crítica para o portal AllMusic, Heather Phare informou que o álbum mostra a banda "abraçando mudanças e entregando algumas de suas músicas mais maduras e satisfatórias da carreira". Thomas Smith, da NME, elogiou a natureza divertida do álbum, escrevendo que "soa como um trabalho de um grupo de amigos que estão se divertindo no estúdio" e que, "na maioria das vezes, é um sucesso e não um erro".
Numa análise mais crítica, Greg Kot, do Chicago Tribune, descreveu o álbum como "ameno", observando que a expressividade lírica de desconforto comuns de Koenig não foram transmitidas. Para a Pitchfork, Mike Powell escreveu que o álbum era um pouco longo e dispensável, em comparação aos lançamentos anteriores, e que sua discussão sobre contentamento e pertencimento parecia inadequada ao grupo; em contrapartida, elogiou a coragem e a nova direção musical da obra.

### Reconhecimento
Ao Grammy Awards de 2020, o álbum recebeu nomeações para Álbum do Ano e Melhor Álbum de Música Alternativa, além de Melhor Canção de Rock por "Harmony Hall".
Como reconhecimento, Father of the Bride apareceu em diversas seleções de fim de ano que coroavam os melhores álbuns. Entertainment Weekly e Thrillist nomearam-o como o melhor álbum do ano, enquanto Vulture, The Observer, Us Weekly, GQ do Reino Unido e Stereogum nomearam-o como um dos melhores entre as cinco posições. As publicações Los Angeles Times, Slant Magazine, BrooklynVegan, Rolling Stone, Consequence of Sound e Slate incluíram o álbum nas primeiras dez posições, enquanto o álbum figurou entre as vinte e cinco posições da Billboard, NME, The Guardian, Flood Magazine, The Atlantic, Paste, GQ e Pitchfork.

### Desempenho comercial
Father of the Bride estreou na primeira posição da Billboard 200 dos Estados Unidos com 138 000 cópias, das quais 119 000 eram vendas puras. Desse modo, o álbum tornou-se o terceiro da banda a estrear na primeira posição. Adicionalmente, 13 canções do álbum, incluindo todos os singles, atingiram a tabela musical de canções de rock. O álbum atingiu a segunda posição no Reino Unido e na Escócia, e ocupou o top 10 de países como Portugal, Irlanda, Canadá, Austrália e nos Flandres.

## Alinhamento de faixas
| N.º | Título                                                       | Compositor(es)                                                | Produtor(es)                               | Duração |  |
| 1.  | "Hold You Now" (com participação de Danielle Haim)           | Ezra Koenig, Hans Zimmer                                      | Ariel Rechtshaid, Koenig                   | 2:33    |  |
| 2.  | "Harmony Hall"                                               | Koenig                                                        | Rechtshaid, Koenig, Rostam Batmanglij[A]   | 5:08    |  |
| 3.  | "Bambina"                                                    | Koenig                                                        | Rechtshaid, Koenig                         | 1:42    |  |
| 4.  | "This Life"                                                  | Koenig, Makonnen Sheran, Mark Ronson                          | Rechtshaid, Koenig, Dave Macklovitch[A]    | 4:28    |  |
| 5.  | "Big Blue"                                                   | Koenig                                                        | Rechtshaid, Koenig, DJ Dahi                | 1:48    |  |
| 6.  | "How Long?"                                                  | Koenig, William Shelby, Stephen Shockley, Leon F. Silvers III | Rechtshaid, Koenig, Macklovitch[A]         | 3:32    |  |
| 7.  | "Unbearably White"                                           | Koenig                                                        | Rechtshaid, Koenig, BloodPop[A]            | 4:40    |  |
| 8.  | "Rich Man"                                                   | Koenig, S. E. Rogie                                           | Rechtshaid, Koenig                         | 2:29    |  |
| 9.  | "Married in a Gold Rush" (com participação de Danielle Haim) | Koenig                                                        | Rechtshaid                                 | 3:42    |  |
| 10. | "My Mistake"                                                 | Koenig, Ludwig Göransson                                      | Rechtshaid, Koenig, DJ Dahi, Buddy Ross[A] | 3:18    |  |
| 11. | "Sympathy"                                                   | Koenig, Rechtshaid                                            | Rechtshaid, Koenig                         | 3:46    |  |
| 12. | "Sunflower" (com participação de Steve Lacy)                 | Koenig                                                        | Rechtshaid, Koenig                         | 2:17    |  |
| 13. | "Flower Moon" (com participação de Steve Lacy)               | Koenig, Rechtshaid, Sam Gendel                                | Rechtshaid, Koenig, Lacy[A]                | 3:57    |  |
| 14. | "2021"                                                       | Haruomi Hosono, Koenig                                        | Rechtshaid, Koenig                         | 1:38    |  |
| 15. | "We Belong Together" (com participação de Danielle Haim)     | Koenig, Batmanglij                                            | Batmanglij                                 | 3:10    |  |
| 16. | "Stranger"                                                   | Koenig                                                        | Rechtshaid, Koenig                         | 4:08    |  |
| 17. | "Spring Snow"                                                | Koenig, BloodPop, Gendel                                      | Rechtshaid, Koenig, BloodPop, Ross[A]      | 2:40    |  |
| 18. | "Jerusalem, New York, Berlin"                                | Koenig                                                        | Rechtshaid, Koenig, BloodPop[A], Ross[A]   | 2:54    |  |

| Versão japonesa |                                                        |                         |                     |         |  |
| N.º             | Título                                                 | Compositor(es)          | Produtor(es)        | Duração |  |
| 19.             | "Houston Dubai"                                        | Koenig                  | Rechtshaid, Koenig  | 2:19    |  |
| 20.             | "I Don't Think Much About Her No More"                 | Mickey Newbury          | Rechtshaid, DJ Dahi | 2:49    |  |
| 21.             | "Lord Ullin's Daughter" (com participação de Jude Law) | Koenig, Thomas Campbell | Rechtshaid, DJ Dahi | 3:38    |  |

Notas
- A  – denota produtor adicional

Créditos de demonstração
- "Hold You Now" contém uma demonstração de "God Yu Tekem Laef Blong Mi", composta por Hans Zimmer, do filme The Thin Red Line (1998).
- "How Long?" contém elementos de "And the Beat Goes On", escrita por William Shelby, Stephen Shockley e Leon F. Silvers III.
- "Rich Man" contém uma demonstração de "Please Go Easy With Me", escrita e interpretada por S. E. Rogie.
- "2021" contém uma demonstração de "Talking", escrita por Haruomi Hosono.

## Histórico de lançamento
| País  | Data               | Gravadora                  | Formato                     |
| ----- | ------------------ | -------------------------- | --------------------------- |
| Mundo | 3 de maio de 2019  | Spring Snow, Columbia      | Download digital, streaming |
| Mundo | 3 de maio de 2019  | Spring Snow, Columbia      | CD                          |
| Mundo | 3 de maio de 2019  | Spring Snow, Columbia      | Disco de vinil              |
| Mundo | 3 de maio de 2019  | Spring Snow, Columbia      | Fita cassete                |
| Japão | 15 de maio de 2019 | Sony Records International | CD                          |